# Paolini (famiglia)
La Casata dei Paolini fu una famiglia nobile abruzzese estintasi nel XVIII secolo.

## Storia
Baroni di Carrito e Ortona dei Marsi, l'ultima esponente ed erede della famiglia fu Petronilla Paolini, una delle più note poetesse del seicento italiano, che portò il patrimonio in casa Massimo. Ella era figlia del barone Francesco Paolini, collaboratore di Lorenzo Onofrio Colonna e forse ucciso su suo ordine, e di Silvia Argoli, della stessa famiglia cui appartennero il matematico Andrea Argoli e il poeta e umanista Giovanni Argoli.